# Ронкаде
Ронкаде (итал. Roncade) — коммуна в Италии, располагается в провинции Тревизо области Венеция.
Население составляет 12 738 человек (на 2004 г.), плотность населения составляет 195 чел./км². Занимает площадь 61 км². Почтовый индекс — 31056. Телефонный код — 0422.
В коммуне 8 сентября особо празднуется Рождество Пресвятой Богородицы.